# Saison NBA 2009-2010
Navigation
Saison 2008-2009 Saison 2010-2011
La saison NBA 2009-2010 est la 61e saison de la NBA (64e en comptant les trois saisons BAA). La phase régulière a débuté le 27 octobre 2009 et s'est terminée le 14 avril 2010, 1 230 matches ont été disputés.
Les Lakers de Los Angeles sont champions de NBA en 2009-2010, ils conservent le titre acquis en 2008-2009.

## Transferts

### Échanges
- Milwaukee échange Richard Jefferson qui jouera à San Antonio pour Bruce Bowen, Kurt Thomas et Fabricio Oberto.
- Phoenix échange Shaquille O'Neal qui jouera à Cleveland pour Sasha Pavlovic et Ben Wallace.
- New Jersey échange Vince Carter et Ryan Anderson qui joueront à Orlando pour Rafer Alston, Courtney Lee et Tony Battie.
- Orlando, Dallas, Memphis, Toronto se mettent d'accord pour un échange qui concerne huit joueurs avec notamment le départ de Shawn Marion vers Dallas et Hedo Turkoglu à Toronto.
- Charlotte échange Emeka Okafor, qui rejoint New Orleans, avec Tyson Chandler.

### Recrutements
- Boston recrute Rasheed Wallace.
- L. A. Lakers recrute Ron Artest.
- Detroit recrute Ben Gordon, Ben Wallace et Charlie Villanueva.
- San Antonio recrute Antonio McDyess.
- Houston recrute Trevor Ariza.
- Portland recrute Andre Miller.
- Orlando recrute Brandon Bass et Matt Barnes.
- Toronto recrute Jarrett Jack.

## Faits notables
- Kevin Durant est devenu le plus jeune joueur de l'histoire à être meilleur marqueur de la saison régulière avec 30.1 P/M.
- Le All-Star Game 2010 s'est déroulé le 14 février 2010 au Cowboys Stadium à Arlington, Dwyane Wade a été élu Most Valuable Player.
- La saison a débuté le 27 octobre avec notamment un match entre deux prétendants au titre: les Celtics de Boston rendaient visite aux Cleveland Cavaliers et ce sont les visiteurs qui vont s'imposer sur le score de 95 à 89 malgré les 38 points de LeBron James.
- L'entraîneur de la New Orleans, Byron Scott est limogé le 12 novembre après seulement 9 matches et un départ « raté » selon ses dirigeants. Son successeur est Jeff Bower, ancien assistant entraîneur de l'équipe et actuel general manager. Sous sa direction, les Hornets avaient atteint la demi-finale de la conférence Ouest en 2008, battus 4-3 par les Spurs.
- La nouvelle grande star de ce début de saison se nomme Brandon Jennings, le meneur de jeu des Milwaukee Bucks et auteur de 55 points en 3 quarts temps lors du match du 14 novembre, il tourne depuis le début de la saison à la forte moyenne de 24,2 points par matches (la même que Michael Jordan, Allen Iverson ou LeBron James à leurs débuts) et il permet surtout à Milwaukee d'afficher un bilan positif (8 Victoires/4 défaites).
- Après des rumeurs l'envoyant successivement à New York, Boston et Charlotte, Allen Iverson, âgé de 34 ans, avait laissé entendre qu'il pourrait prendre sa retraite après un début de saison catastrophique avec les Grizzlies et un départ précipité. Il s'est finalement engagé avec les 76ers pour une saison et devrait faire ses débuts face aux Denver Nuggets, équipe dont il a porté le maillot de 2006 à 2008. Allen Iverson, le MVP de la saison 2000-2001 et le 1er choix de la draft 1996, avait claqué la porte des Memphis Grizzlies après avoir disputé seulement 3 matches pour 66 minutes et 37 points cette saison. À Philadelphie, Iverson va retrouver une franchise avec laquelle il a (presque) tout connu, dont le titre de MVP et la finale NBA (en 2001). Dix fois All-Star, "AI", dont le passage à Detroit la saison dernière s'est soldé par un échec, a également terminé à quatre reprises meilleur marqueur de la Ligue et présente une moyenne de 27 points par match, sur ses quatorze années de carrière.
- Deux commentateurs des Los Angeles Clippers ont écopé d'un match de suspension - selon l'expression officielle - « pour avoir chambré sans finesse le pivot de Memphis et de la sélection iranienne, Hamed Haddadi sur ses origines ».
- Le plus ancien propriétaire de franchise de la NBA s'est éteint le 24 novembre. Abe Pollin, propriétaire des Washington Wizards, est décédé à l'âge de 85 ans. Sous son règne, l'équipe a remporté un titre, en 1978.
- Jason Kidd, le meneur de Dallas, large vainqueur des Rockets (130-99), est devenu le deuxième meilleur passeur de la Ligue en délivrant sept passes décisives. Avec 10 337 passes à son actif, il devance désormais Mark Jackson, l'ancien joueur passé notamment par les Knicks, de trois unités. John Stockton, meneur du Jazz de l'Utah, garde le meilleur total avec 15 806 passes décisives en carrière.
- Le nouvel entraîneur des Nets du New Jersey est nommé le 1er décembre : Ernest Maurice Vandeweghe III, dit Kiki, qui fut l'un des meilleurs scoreurs des années 1980 (29,4 points en 1983-1984) et qui était jusqu'ici le manager général. Il aura la rude mission de relancer une franchise qui a égalé le plus mauvais départ de l'histoire de la NBA [0-17]. Vandeweghe remplace Lawrence Frank, viré dimanche, quelques heures avant la 17e défaite avec, à la baguette, l'intérimaire Tom Barrise, qui sera une dernière fois responsable du destin des Nets face aux Mavs, jeudi. Vandeweghe n'a jamais entraîné mais il a assuré ses arrières en se dotant du vétéran Del Harris (72 ans, ex-Rockets, Bucks, Lakers, Mavericks, etc.) comme premier assistant. Frank entraînait la formation basée à East Rutherford depuis le 26 janvier 2004, pour un bilan de 224 victoires et 241 défaites. Il avait été promu à la place de Byron Scott, qui avait rebondi en prenant en main New Orleans la saison suivante. Or le même Scott a été limogé par les Hornets il y a deux semaines.
- Un an après Michael Jordan, son lieutenant Scottie Pippen devrait le rejoindre au Hall of Fame de Springfield. L'ancien ailier de Chicago est l'un des deux grands favoris pour être élu au panthéon du basket-ball en 2010, l'autre étant Karl Malone, qui retrouverait, lui, son ancien complice dans l'Utah, John Stockton.

Les nominations pour la promotion 2010 du Hall of Fame sont closes depuis le lundi 30 novembre. On trouve notamment parmi les candidats Chris Mullin, autre membre de la Dream Team de 1992, Mark Jackson, troisième meilleur passeur de l'histoire de la NBA, Dennis Rodman, le Brésilien Oscar Schmidt, considéré comme le meilleur joueur de l'histoire à ne jamais avoir évolué en NBA, Muggsy Bogues, le plus petit joueur de l'histoire de la Ligue (1,59 m), le Lituanien Sarunas Marciulionis, le président des Bulls Jerry Reinsdorf, Don Nelson, l'arbitre Dick Bavetta ou encore le regretté Dennis Johnson.
- Très peu utilisé depuis le début de la saison par Larry Brown, l'entraîneur des Charlotte Bobcats, Alexis Ajinca (2,13 m, 21 ans) retourne en NBDL, la Ligue mineure de la NBA.
- Les Nets de New Jersey entrent tristement dans l'histoire de la NBA. Le 2 décembre face à Dallas, ils ont subi leur 18e défaite consécutive (101-117), battant du même coup le record de la plus mauvaise entame de saison régulière. La mauvaise série prend fin le 4 décembre, date de leur première victoire de la saison obtenue aux dépens des Charlotte Bobcats[2]. Ce record était partagé jusqu'à présent par Miami (en 1988-1989) et les Los Angeles Clippers (en 1998-1997), avec 17 revers de suite.
- Le 21 décembre, les Kings de Sacramento ont remonté un retard à la marque de 35 points pour s'imposer finalement avec 4 points d'avance sur les Bulls de Chicago[3].
- Le Thunder d'Oklahoma City se qualifie pour les playoffs, une première depuis que la franchise s'est établie à Oklahoma.
- La dernière place qualificative pour les play-offs se joue entre les Chicago Bulls et les Toronto Raptors. Alors que les deux équipes étaient à égalité au classement, les Bulls battent les Raptors lors de la 80e journée et prennent une option pour la qualification en playoffs. En battant les Bobcats à Charlotte lors de la dernière journée, les Bulls obtiennent la 8e place qualificative de la conférence Est.
- Les divisions Sud-Est et Nord-Ouest sont les mieux représentées en playoffs, chacune ayant quatre franchises présentes.
- Nate Robinson devient le seul joueur à avoir remporté trois fois le Slam Dunk Contest et réalise au passage un doublé comme Michael Jordan et Jason Richardson avant lui.
- Dwight Howard devient le premier joueur de l'histoire étant meilleur rebondeur et meilleur contreur deux années de suite.

## Classements de la saison régulière
| Champion de division | Qualifié pour les playoffs | Non qualifié pour les playoffs |

Les champions de division sont automatiquement qualifiés pour les playoffs.

### Par division
| Division Atlantique   | V  | D  | PCT  | GB |
| --------------------- | -- | -- | ---- | -- |
| Celtics de Boston     | 50 | 32 | .610 | -  |
| Raptors de Toronto    | 40 | 42 | .488 | 10 |
| Knicks de New York    | 29 | 53 | .354 | 21 |
| 76ers de Philadelphie | 27 | 55 | .329 | 23 |
| Nets du New Jersey    | 12 | 70 | .146 | 38 |

| Division Centrale      | V  | D  | PCT  | GB |
| ---------------------- | -- | -- | ---- | -- |
| Cavaliers de Cleveland | 61 | 21 | .744 | -  |
| Bucks de Milwaukee     | 46 | 36 | .561 | 15 |
| Bulls de Chicago       | 41 | 41 | .500 | 20 |
| Pacers de l'Indiana    | 32 | 50 | .390 | 29 |
| Pistons de Détroit     | 27 | 55 | .329 | 34 |

| Division Sud-Est      | V  | D  | PCT  | GB |
| --------------------- | -- | -- | ---- | -- |
| Magic d'Orlando       | 59 | 23 | .720 | -  |
| Hawks d'Atlanta       | 53 | 29 | .646 | 6  |
| Heat de Miami         | 47 | 35 | .573 | 12 |
| Bobcats de Charlotte  | 44 | 38 | .537 | 15 |
| Wizards de Washington | 26 | 56 | .317 | 33 |

| Division Nord-Ouest       | V  | D  | PCT  | GB |
| ------------------------- | -- | -- | ---- | -- |
| Nuggets de Denver         | 53 | 29 | .646 | -  |
| Jazz de l'Utah            | 53 | 29 | .646 | -  |
| Trail Blazers de Portland | 50 | 32 | .610 | 3  |
| Thunder d'Oklahoma City   | 50 | 32 | .610 | 3  |
| Timberwolves du Minnesota | 15 | 66 | .185 | 38 |

| Division Pacifique       | V  | D  | PCT  | GB   |
| ------------------------ | -- | -- | ---- | ---- |
| Lakers de Los Angeles    | 57 | 25 | .695 | -    |
| Suns de Phoenix          | 54 | 28 | .659 | 3    |
| Clippers de Los Angeles  | 29 | 53 | .354 | 28   |
| Warriors de Golden State | 26 | 56 | .317 | 31   |
| Kings de Sacramento      | 25 | 57 | .305 | 32.5 |

| Division Sud-Ouest             | V  | D  | PCT  | GB |
| ------------------------------ | -- | -- | ---- | -- |
| Mavericks de Dallas            | 55 | 27 | .671 | -  |
| Spurs de San Antonio           | 50 | 32 | .610 | 5  |
| Rockets de Houston             | 42 | 40 | .512 | 13 |
| Grizzlies de Memphis           | 40 | 42 | .488 | 15 |
| Hornets de La Nouvelle-Orléans | 37 | 45 | .451 | 18 |

### Par conférence
| Conférence Est | Conférence Est         | Conférence Est | Conférence Est | Conférence Est |
| No             | Franchise              | Vic.           | Déf.           | PCT            |
| -------------- | ---------------------- | -------------- | -------------- | -------------- |
| 1              | Cavaliers de Cleveland | 61             | 21             | .744           |
| 2              | Magic d'Orlando        | 59             | 23             | .720           |
| 3              | Hawks d'Atlanta        | 53             | 29             | .646           |
| 4              | Celtics de Boston      | 50             | 32             | .610           |
| 5              | Heat de Miami          | 47             | 35             | .573           |
| 6              | Bucks de Milwaukee     | 46             | 36             | .561           |
| 7              | Bobcats de Charlotte   | 44             | 38             | .537           |
| 8              | Bulls de Chicago       | 41             | 41             | .500           |
|                |                        |                |                |                |
| 9              | Raptors de Toronto     | 40             | 42             | .488           |
| 10             | Pacers de l'Indiana    | 32             | 50             | .390           |
| 11             | Knicks de New York     | 29             | 53             | .354           |
| 12             | Pistons de Détroit     | 27             | 55             | .329           |
| 13             | 76ers de Philadelphie  | 27             | 55             | .329           |
| 14             | Wizards de Washington  | 26             | 56             | .317           |
| 15             | Nets du New Jersey     | 12             | 70             | .146           |

| Conférence Ouest | Conférence Ouest               | Conférence Ouest | Conférence Ouest | Conférence Ouest |
| No               | Franchise                      | Vic.             | Déf.             | PCT              |
| ---------------- | ------------------------------ | ---------------- | ---------------- | ---------------- |
| 1                | Lakers de Los Angeles          | 57               | 25               | .695             |
| 2                | Mavericks de Dallas            | 55               | 27               | .671             |
| 3                | Suns de Phoenix                | 54               | 28               | .659             |
| 4                | Nuggets de Denver              | 53               | 29               | .646             |
| 5                | Jazz de l'Utah                 | 53               | 29               | .646             |
| 6                | Trail Blazers de Portland      | 50               | 32               | .610             |
| 7                | Spurs de San Antonio           | 50               | 32               | .610             |
| 8                | Thunder d'Oklahoma City        | 50               | 32               | .610             |
|                  |                                |                  |                  |                  |
| 9                | Rockets de Houston             | 42               | 40               | .512             |
| 10               | Grizzlies de Memphis           | 40               | 42               | .488             |
| 11               | Hornets de La Nouvelle-Orléans | 37               | 45               | .451             |
| 12               | Clippers de Los Angeles        | 29               | 53               | .354             |
| 13               | Warriors de Golden State       | 26               | 56               | .317             |
| 14               | Kings de Sacramento            | 25               | 57               | .305             |
| 15               | Timberwolves du Minnesota      | 15               | 66               | .185             |

## Leaders statistiques de la saison régulière
| Catégorie                      | Joueur        | Équipe                  | Statistiques |
| ------------------------------ | ------------- | ----------------------- | ------------ |
| Points par match               | Kevin Durant  | Thunder d'Oklahoma City | 30,1         |
| Rebonds par match              | Dwight Howard | Magic d'Orlando         | 13,2         |
| Passes par match               | Steve Nash    | Suns de Phoenix         | 11,0         |
| Interceptions par match        | Rajon Rondo   | Celtics de Boston       | 2,33         |
| Contres par match              | Dwight Howard | Magic d'Orlando         | 2,78         |
| Pourcentage de réussite        | Dwight Howard | Magic d'Orlando         | 61,2 %       |
| Pourcentage à 3 points         | Kyle Korver   | Jazz de l'Utah          | 53,6 %       |
| Pourcentage aux lancers-francs | Steve Nash    | Suns de Phoenix         | 93,8 %       |

## Récompenses individuelles
| - Most Valuable Player : LeBron James (Cavaliers de Cleveland) - Rookie of the Year : Tyreke Evans (Kings de Sacramento) - Defensive Player of the Year : Dwight Howard (Magic d'Orlando) - Sixth Man of the Year : Jamal Crawford (Hawks d'Atlanta) - Most Improved Player : Aaron Brooks (Rockets de Houston) - Coach of the Year : Scott Brooks (Thunder d'Oklahoma City) - Executive of the Year : John Hammond (Bucks de Milwaukee) - NBA Sportsmanship Award : Grant Hill (Suns de Phoenix) - J. Walter Kennedy Citizenship Award : Samuel Dalembert (76ers de Philadelphie) |

| - All-NBA First Team : Kevin Durant (Thunder d'Oklahoma City) LeBron James (Cavaliers de Cleveland) Dwight Howard (Magic d'Orlando) Kobe Bryant (Lakers de Los Angeles) Dwyane Wade (Heat de Miami) | - All-NBA Second Team : Carmelo Anthony (Nuggets de Denver) Dirk Nowitzki (Mavericks de Dallas) Amar'e Stoudemire (Suns de Phoenix) Deron Williams (Jazz de l'Utah) Steve Nash (Suns de Phoenix) | - All-NBA Third Team : Pau Gasol (Lakers de Los Angeles) Tim Duncan (Spurs de San Antonio) Andrew Bogut (Bucks de Milwaukee) Joe Johnson (Hawks d'Atlanta) Brandon Roy (Trail Blazers de Portland) |

| - NBA All-Defensive First Team : Dwight Howard (Magic d'Orlando) Rajon Rondo (Celtics de Boston) LeBron James (Cavaliers de Cleveland) Kobe Bryant (Lakers de Los Angeles) Gerald Wallace (Bobcats de Charlotte) | - NBA All-Defensive Second Team : Tim Duncan (Spurs de San Antonio) Dwyane Wade (Heat de Miami) Josh Smith (Hawks d'Atlanta) Anderson Varejão (Cavaliers de Cleveland) Thabo Sefolosha (Thunder d'Oklahoma City) |

| - NBA All-Rookie First Team : Tyreke Evans (Kings de Sacramento) Brandon Jennings (Bucks de Milwaukee) Stephen Curry (Warriors de Golden State) Darren Collison (Hornets de la Nouvelle-Orleans) Taj Gibson (Bulls de Chicago) | - NBA All-Rookie Second Team : Marcus Thornton (Hornets de la Nouvelle-Orleans) DeJuan Blair (Spurs de San Antonio) James Harden (Thunder d'Oklahoma City) Jonny Flynn (Timberwolves du Minnesota) Jonas Jerebko (Pistons de Détroit) |  |

- MVP des Finales : Kobe Bryant (Lakers de Los Angeles)

## Playoffs
Les playoffs sont disputés par les huit équipes les mieux classées de la conférence Est et par les huit les mieux classées de la conférence Ouest. Le tableau suivant résume les résultats.
Tableau
|  | 1er tour         | 1er tour                  | 1er tour              |   |                       | Demi-finales de Conférence | Demi-finales de Conférence | Demi-finales de Conférence |  |   | Finales de Conférence | Finales de Conférence | Finales de Conférence |  |    | Finales NBA       | Finales NBA | Finales NBA |
|  |                  |                           |                       |   |                       |                            |                            |                            |  |   |                       |                       |                       |  |    |                   |             |             |
|  | 1                | Cavaliers de Cleveland    | 4                     |   |                       |                            |                            |                            |  |   |                       |                       |                       |  |    |                   |             |             |
|  | 8                | Bulls de Chicago          | 1                     |   |                       |                            |                            |                            |  |   |                       |                       |                       |  |    |                   |             |             |
|  | 8                | Bulls de Chicago          | 1                     |   | 1                     | Cavaliers de Cleveland     | 2                          |                            |  |   |                       |                       |                       |  |    |                   |             |             |
|  |                  |                           |                       |   | 1                     | Cavaliers de Cleveland     | 2                          |                            |  |   |                       |                       |                       |  |    |                   |             |             |
|  |                  | 4                         | Celtics de Boston     | 4 |                       |                            |                            |                            |  |   |                       |                       |                       |  |    |                   |             |             |
|  | 4                | 4                         | Celtics de Boston     | 4 | Celtics de Boston     | 4                          |                            |                            |  |   |                       |                       |                       |  |    |                   |             |             |
|  | 4                |                           |                       |   | Celtics de Boston     | 4                          |                            |                            |  |   |                       |                       |                       |  |    |                   |             |             |
|  | 5                | Heat de Miami             | 1                     |   |                       |                            |                            |                            |  |   |                       |                       |                       |  |    |                   |             |             |
|  | 5                | Heat de Miami             | 1                     |   |                       |                            |                            |                            |  | 4 | Celtics de Boston     | 4                     |                       |  |    |                   |             |             |
|  | Conférence Est   |                           |                       |   |                       |                            |                            |                            |  | 4 | Celtics de Boston     | 4                     |                       |  |    |                   |             |             |
|  |                  | 2                         | Magic d'Orlando       | 2 |                       |                            |                            |                            |  |   |                       |                       |                       |  |    |                   |             |             |
|  | 3                | 2                         | Magic d'Orlando       | 2 | Hawks d'Atlanta       | 4                          |                            |                            |  |   |                       |                       |                       |  |    |                   |             |             |
|  | 3                |                           |                       |   | Hawks d'Atlanta       | 4                          |                            |                            |  |   |                       |                       |                       |  |    |                   |             |             |
|  | 6                | Bucks de Milwaukee        | 3                     |   |                       |                            |                            |                            |  |   |                       |                       |                       |  |    |                   |             |             |
|  | 6                | Bucks de Milwaukee        | 3                     |   | 3                     | Hawks d'Atlanta            | 0                          |                            |  |   |                       |                       |                       |  |    |                   |             |             |
|  |                  |                           |                       |   | 3                     | Hawks d'Atlanta            | 0                          |                            |  |   |                       |                       |                       |  |    |                   |             |             |
|  |                  | 2                         | Magic d'Orlando       | 4 |                       |                            |                            |                            |  |   |                       |                       |                       |  |    |                   |             |             |
|  | 2                | 2                         | Magic d'Orlando       | 4 | Magic d'Orlando       | 4                          |                            |                            |  |   |                       |                       |                       |  |    |                   |             |             |
|  | 2                |                           |                       |   | Magic d'Orlando       | 4                          |                            |                            |  |   |                       |                       |                       |  |    |                   |             |             |
|  | 7                | Bobcats de Charlotte      | 0                     |   |                       |                            |                            |                            |  |   |                       |                       |                       |  |    |                   |             |             |
|  | 7                | Bobcats de Charlotte      | 0                     |   |                       |                            |                            |                            |  |   |                       |                       |                       |  | E4 | Celtics de Boston | 3           |             |
|  |                  |                           |                       |   |                       |                            |                            |                            |  |   |                       |                       |                       |  | E4 | Celtics de Boston | 3           |             |
|  |                  | W1                        | Lakers de Los Angeles | 4 |                       |                            |                            |                            |  |   |                       |                       |                       |  |    |                   |             |             |
|  | 1                | W1                        | Lakers de Los Angeles | 4 | Lakers de Los Angeles | 4                          |                            |                            |  |   |                       |                       |                       |  |    |                   |             |             |
|  | 1                |                           |                       |   | Lakers de Los Angeles | 4                          |                            |                            |  |   |                       |                       |                       |  |    |                   |             |             |
|  | 8                | Thunder d'Oklahoma City   | 2                     |   |                       |                            |                            |                            |  |   |                       |                       |                       |  |    |                   |             |             |
|  | 8                | Thunder d'Oklahoma City   | 2                     |   | 1                     | Lakers de Los Angeles      | 4                          |                            |  |   |                       |                       |                       |  |    |                   |             |             |
|  |                  |                           |                       |   | 1                     | Lakers de Los Angeles      | 4                          |                            |  |   |                       |                       |                       |  |    |                   |             |             |
|  |                  | 5                         | Jazz de l'Utah        | 0 |                       |                            |                            |                            |  |   |                       |                       |                       |  |    |                   |             |             |
|  | 4                | 5                         | Jazz de l'Utah        | 0 | Nuggets de Denver     | 2                          |                            |                            |  |   |                       |                       |                       |  |    |                   |             |             |
|  | 4                |                           |                       |   | Nuggets de Denver     | 2                          |                            |                            |  |   |                       |                       |                       |  |    |                   |             |             |
|  | 5                | Jazz de l'Utah            | 4                     |   |                       |                            |                            |                            |  |   |                       |                       |                       |  |    |                   |             |             |
|  | 5                | Jazz de l'Utah            | 4                     |   |                       |                            |                            |                            |  | 1 | Lakers de Los Angeles | 4                     |                       |  |    |                   |             |             |
|  | Conférence Ouest |                           |                       |   |                       |                            |                            |                            |  | 1 | Lakers de Los Angeles | 4                     |                       |  |    |                   |             |             |
|  |                  | 3                         | Suns de Phoenix       | 2 |                       |                            |                            |                            |  |   |                       |                       |                       |  |    |                   |             |             |
|  | 3                | 3                         | Suns de Phoenix       | 2 | Suns de Phoenix       | 4                          |                            |                            |  |   |                       |                       |                       |  |    |                   |             |             |
|  | 3                |                           |                       |   | Suns de Phoenix       | 4                          |                            |                            |  |   |                       |                       |                       |  |    |                   |             |             |
|  | 6                | Trail Blazers de Portland | 2                     |   |                       |                            |                            |                            |  |   |                       |                       |                       |  |    |                   |             |             |
|  | 6                | Trail Blazers de Portland | 2                     |   | 3                     | Suns de Phoenix            | 4                          |                            |  |   |                       |                       |                       |  |    |                   |             |             |
|  |                  |                           |                       |   | 3                     | Suns de Phoenix            | 4                          |                            |  |   |                       |                       |                       |  |    |                   |             |             |
|  |                  | 7                         | Spurs de San Antonio  | 0 |                       |                            |                            |                            |  |   |                       |                       |                       |  |    |                   |             |             |
|  | 2                | 7                         | Spurs de San Antonio  | 0 | Mavericks de Dallas   | 2                          |                            |                            |  |   |                       |                       |                       |  |    |                   |             |             |
|  | 2                |                           |                       |   | Mavericks de Dallas   | 2                          |                            |                            |  |   |                       |                       |                       |  |    |                   |             |             |
|  | 7                | Spurs de San Antonio      | 4                     |   |                       |                            |                            |                            |  |   |                       |                       |                       |  |    |                   |             |             |